# جو روغان
جوزيف جيمس روجان (بالإنجليزية: Joseph James Rogan)(من مواليد 11 أغسطس 1967)، هو مقدم بودكاست أمريكي، ومعلق رياضي لفنون القتال المختلطة لشركة يو إف سي، وكوميدي، وممثل، ومقدم تلفزيوني سابق. يُقدّم برنامج تجربة جو روغان، الذي يُعد من أشهر البودكاستات في العالم، وقد احتل المرتبة الأولى كأكثر بودكاست استماعًا على منصة سبوتيفاي منذ عام 2020.
وُلد روجان في نيوآرك، نيوجيرسي، وبدأ مسيرته في الكوميديا عام 1988 في منطقة بوسطن. وقّع عقد تطوير حصري مع شركة ديزني بعد انتقاله إلى لوس أنجلوس عام 1994، وظهر كممثل في عدة مسلسلات تلفزيونية، من بينها Hardball وNewsRadio. في عام 1997، بدأ العمل مع يو إف سي كمُقابل ومعلّق رياضي. وأصدر أول عرض كوميدي له بعنوان I'm Gonna Be Dead Someday... عام 2000، وقدم برنامج الألعاب عامل الخوف من 2001 حتى 2006.
بعد مغادرته برنامج عامل الخوف، ركز روجان على عروضه الكوميدية الحيّة وأصدر عروضًا خاصة جديدة. وفي عام 2009، أطلق بودكاست تجربة جو روغان؛ وبحلول عام 2015، أصبح من أكثر البودكاستات شهرة عالميًا، حيث يتلقى ملايين المشاهدات لكل حلقة. وفي عام 2020، حصلت منصة سبوتيفاي على حقوق التوزيع الحصرية للبرنامج مقابل 200 مليون دولار. ومنذ ذلك الحين، ازداد عدد جمهور روجان بشكل كبير، وفي عام 2024، جدد عقده مع سبوتيفاي مقابل 250 مليون دولار تقريبًا، لكن دون أن يكون البرنامج حصريًا للمنصة بعد الآن.
يدعم روجان زواج المثليين، واستعمال العقاقير الاستجمامي، والرعاية الصحية الشاملة، والدخل الأساسي الشامل، وحق امتلاك السلاح، وحرية التعبير، بينما يعارض ثقافة الإلغاء والسياسة العسكرية. وقد تعرض لانتقادات لترويجه نظريات مؤامرة ومعلومات مضللة عن فيروس كورونا، واستضافته لضيوف ينشرون العلوم الزائفة. وكان قد دعم سابقًا رون بول في انتخابات 2012 وبيرني ساندرز في 2020، وفي عام 2024، أعلن دعمه لدونالد ترامب.

## النشأة والتعليم
ولد جو روغان في 11 أغسطس 1967 في مدينة نيوآرك بولاية نيوجيرسي في الولايات المتحدة الأمريكية، وهو من أصول إيطالية وأيرلندية. انتقل مع عائلته في سن مبكرة إلى ولاية ماساتشوستس حيث أمضى معظم طفولته. أبدى اهتمامًا مبكرًا بفنون القتال المختلطة، وبدأ في تعلم الكاراتيه والتايكوندو منذ سن المراهقة. التحق بجامعة ماساتشوستس في بوسطن، لكنه لم يُكمل تعليمه الجامعي وفضّل التركيز على مسيرته في الكوميديا.

## بودكاست تجربة جو روغان
أطلق روغان في عام 2009 برنامجه الصوتي ‘‘تجربة جو روغان | The Joe Rogan Experience’’، والذي حصد شهرة عالمية بفضل تنوع ضيوفه وموضوعاته، التي تشمل السياسة، والعلوم، والصحة، والكوميديا. في عام 2020، وقّع صفقة حصرية مع منصة سبوتيفاي قدرت بأكثر من 100 مليون دولار، مما جعل المنصة الناقل الرئيسي للبودكاست، مع استمرار نشر مقاطع مختارة على يوتيوب.
استضاف روغان عبر برنامجه عددًا كبيرًا من الشخصيات المؤثرة والجدلية، من أبرزهم:
- إيلون ماسك – رجل الأعمال المعروف، وقد أحدث ظهوره (خاصة في حلقة تدخينه للحشيش) ضجة إعلامية كبيرة.
- برني ساندرز – السيناتور الأمريكي والمرشح الرئاسي، مما أعطى البرنامج بُعدًا سياسيًا لافتًا.
- دونالد ترامب – الرئيس الأمريكي السابق، وقد أثار ظهوره اهتمامًا إعلاميًا واسعًا، حيث ناقش قضايا سياسية وأمنية وثقافية بطريقة مباشرة.
- كانييه ويست – مغني الراب المعروف، في حلقة استمرت لأكثر من ساعتين وشهدت نقاشات فلسفية وسياسية.
- نيل ديغراس تايسون – عالم الفيزياء الفلكية، تحدث عن الكون والعلم والثقافة العلمية.
- جوردان بيترسون – أستاذ علم النفس الكندي المثير للجدل، وناقشا قضايا الهوية والثقافة الغربية.
- إدوارد سنودن – المُسرِّب الشهير من وكالة الأمن القومي الأمريكية، استُضيف عبر مكالمة فيديو من روسيا.
- مايك تايسون – أسطورة الملاكمة، وقد ناقشا حياته، ومشاعره، وتجربته في السجن.
- آليكس جونز – الإعلامي المعروف بإثارة الجدل، وقد تم انتقاد استضافته بسبب آرائه المتطرفة.

وبالرغم من الشعبية الكبيرة التي يحظى بها، إلا أن البودكاست أثار جدلاً في عدة مناسبات، خاصةً فيما يتعلق بالمعلومات الطبية التي تم تداولها خلال جائحة كوفيد-19، واستضافة بعض الشخصيات المثيرة للجدل، ما دفع عددًا من الفنانين مثل نيل يونغ إلى الاحتجاج على استمراره في سبوتيفاي.

## الحياة الخاصة

### العائلة
تزوج جو روجان من جيسيكا ديتزل، وهي نادلة سابقة، في عام 2009. لديهما ابنتان وُلدتا في عامي 2008 و2010. كما يُعد روجان الأب بالتبني أو زوج الأم لابنة جيسيكا من علاقة سابقة.
في عام 2008، انتقلت العائلة إلى منطقة غولد هيل في ولاية كولورادو، لكنها عادت إلى جنوب كاليفورنيا بعد أربعة أشهر فقط عندما حملت ديتزل. واستقروا في بيل كانيون، كاليفورنيا، وهي المنطقة التي كان روجان يقيم فيها بشكل متقطع منذ عام 2003. في عام 2018، اشتروا منزلًا جديدًا في المنطقة بقيمة تقترب من 5 ملايين دولار. وفي عام 2020، انتقلوا إلى منزل جديد تبلغ قيمته 14 مليون دولار على بحيرة أوستن في مدينة أوستن، تكساس.
في أكتوبر 2019، كشف روجان أنه ابن عم من الدرجة الثانية لعضوي فرقة My Chemical Romance جيرارد واي وميكي واي، رغم أنه لم يلتقِ بهما من قبل.

## الجوائز والتكريمات
جوائز اختيار المراهقين (Teen Choice Award): مرشح لجائزة أفضل مقدم لبرنامج واقعي/منوعات عن برنامجه عامل الخوف عام 2003.
جوائز MMA العالمية (World MMA Awards):
- شخصية العام في رياضة MMA لعام 2011
- شخصية العام في رياضة MMA لعام 2012
- شخصية العام في رياضة MMA لعام 2014
- شخصية العام في رياضة MMA لعام 2015
- شخصية العام في رياضة MMA لعام 2016.[15]
- شخصية العام في رياضة MMA لعام 2017.[16]
- شخصية العام في رياضة MMA (من يوليو 2019 حتى يوليو 2020).[17]

نشرة مراقبي المصارعة (Wrestling Observer Newsletter):
- أفضل معلق تلفزيوني لعام 2010
- أفضل معلق تلفزيوني لعام 2011.[18]

## روابط خارجية
- جو روغان على موقع IMDb (الإنجليزية)
- جو روغان على موقع ألو سيني (الفرنسية)
- جو روغان على موقع ميوزك برينز (الإنجليزية)
- جو روغان على موقع أول موفي (الإنجليزية)
- جو روغان على موقع قاعدة بيانات الأفلام السويدية (السويدية)
- جو روغان على موقع إن إن دي بي (الإنجليزية)
- جو روغان على موقع ديسكوغز (الإنجليزية)
- جو روغان على موقع قاعدة بيانات الفيلم (الإنجليزية)
- جو روغان على موقع كينوبويسك (الروسية)